# Кума (посёлок)
Кума (яп. 球磨村 Кума-мура) — село в Японии, находящееся в уезде Кума префектуры Кумамото. Площадь села составляет 207,73 км², население — 3829 человек (1 августа 2014), плотность населения — 18,43 чел./км².

## Географическое положение
Село расположено на острове Кюсю в префектуре Кумамото региона Кюсю. С ним граничат города Яцусиро, Хитоёси, Минамата, Иса, посёлок Асикита и сёла Ямаэ, Сагара.

## Население
Население села составляет 3829 человек (1 августа 2014), а плотность — 18,43 чел./км². Изменение численности населения с 1980 по 2005 годы:
| 1980 | 6984 чел. |  |
| 1985 | 6726 чел. |  |
| 1990 | 6150 чел. |  |
| 1995 | 5665 чел. |  |
| 2000 | 5201 чел. |  |
| 2005 | 4786 чел. |  |

## Символика
Деревом села считается криптомерия, цветком — цветок сакуры, птицей — обыкновенный зимородок.